# Independent Spirit Awards 1994
La cerimonia di premiazione della 9ª edizione degli Independent Spirit Awards si è svolta il 19 marzo 1994 all'Hollywood Palladium ed è stata presentata da Robert Townsend.
Jim Sheridan ha pronunciato il keynote address e Holly Hunter è stata il presidente onorario.

## Vincitori e candidati
I vincitori sono indicati in grassetto, a seguire gli altri candidati.

### Miglior film
- America oggi (Short Cuts), regia di Robert Altman
- Equinox, regia di Alan Rudolph
- Il banchetto di nozze (Hsi yen), regia di Ang Lee
- Molto rumore per nulla (Much Ado About Nothing), regia di Kenneth Branagh
- Ruby in Paradiso (Ruby in Paradise), regia di Víctor Núñez

### Miglior attore protagonista
- Jeff Bridges - American Heart
- Matthew Modine - Equinox
- Vincent D'Onofrio - Verso il paradiso (Household Saints)
- Mitchell Lichtenstein - Il banchetto di nozze (Hsi yen)
- Tyrin Turner - Nella giungla di cemento (Menace II Society)

### Miglior attrice protagonista
- Ashley Judd - Ruby in Paradiso (Ruby in Paradise)
- Suzy Amis - The Ballad of Little Jo
- May Chin - Il banchetto di nozze (Hsi yen)
- Ariyan A. Johnson - Just Another Girl on the I.R.T.
- Emma Thompson - Molto rumore per nulla (Much Ado About Nothing)

### Miglior regista
- Robert Altman - America oggi (Short Cuts)
- Ang Lee - Il banchetto di nozze (Hsi yen)
- John Turturro - Mac
- Robert Rodriguez - El Mariachi
- Víctor Núñez - Ruby in Paradiso (Ruby in Paradise)

### Miglior fotografia
- Lisa Rinzler - Nella giungla di cemento (Menace II Society)
- James R. Bagdonas - American Heart
- Nancy Schreiber - Chain of Desire
- Elliot Davis - Equinox
- Alex Vlacos - Ruby in Paradiso (Ruby in Paradise)

### Miglior sceneggiatura
- Robert Altman e Frank Barhydt - America oggi (Short Cuts)
- Edwin Baker e Tony Chan - Combination Platter
- Nancy Savoca e Richard Guay - Verso il paradiso (Household Saints)
- Ang Lee, Neil Peng e James Schamus - Il banchetto di nozze (Hsi yen)
- Víctor Núñez - Ruby in Paradiso (Ruby in Paradise)

### Miglior attore non protagonista
- Christopher Lloyd - Un pezzo da 20 (Twenty Bucks)
- Edward Furlong - American Heart
- David Chung - The Ballad of Little Jo
- Tate Donovan - Inside Monkey Zetterland
- Todd Field - Ruby in Paradiso (Ruby in Paradise)

### Miglior attrice non protagonista
- Lili Taylor - Verso il paradiso (Household Saints)
- Lucinda Jenney - American Heart
- Lara Flynn Boyle - Equinox
- Ah Lei Gua - Il banchetto di nozze (Hsi yen)
- Julianne Moore - America oggi (Short Cuts)

### Miglior film d'esordio
- El Mariachi, regia di Robert Rodriguez
- American Heart, regia di Martin Bell
- Combination Platter, regia di Tony Chan
- Mac, regia di John Turturro
- Nella giungla di cemento (Menace II Society), regia di Albert Hughes e Allen Hughes

### Miglior film straniero
- Lezioni di piano (The Piano), regia di Jane Campion
- Come l'acqua per il cioccolato (Como agua para chocolate), regia di Alfonso Arau
- Naked - Nudo (Naked), regia di Mike Leigh
- Orlando, regia di Sally Potter
- La storia di Qiu Ju (Qiu Ju da guan si), regia di Zhang Yimou